# Carmen Romero Rubio

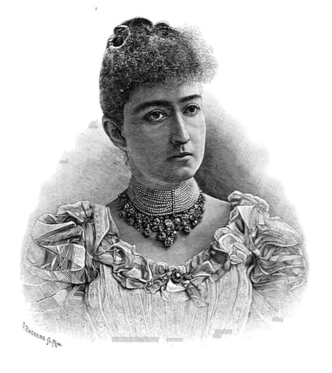
Carmen Romero Rubio rond 1893

Carmen Romero Rubio de Díaz, geboren Carmen Romero Rubio y Castelló (Tula, 20 januari 1864 - Mexico-Stad, 25 juni 1944) was de tweede echtgenote van Porfirio Díaz, president van Mexico van 1876 tot 1911.
Romero Rubio was geboren in een aanzienlijke familie van Catalaanse afkomst uit de staat Tamaulipas; ze was de dochter van generaal Manuel Romero Rubio, minister van buitenlandse zaken in het kabinet van Sebastián Lerdo. Díaz en Romero Rubio leerden elkaar kennen bij een receptie van de Amerikaanse ambassade en volgden vervolgens samen lessen Engels. Op 7 november 1881 traden ze in het huwelijk. Romero Rubio was op dat moment 17 jaar oud, Díaz een weduwnaar van 51. 
Ze had een aanzienlijke invloed op het openbare leven van het land. Díaz verzocht haar vaak om raad en zij ontraadde of beval juist contacten met bepaalde personen aan. Ook wist zij de president vaak over te halen ter dood veroordeelde misdadigers gratie te verlenen. Na het uitbreken van de Mexicaanse Revolutie en de omverwerping van Díaz vluchtte het paar naar Parijs, waar Díaz in 1915 overleed. In 1931 keerde ze terug naar Mexico waar ze dertien jaar later overleed.